# TenstaBo 06

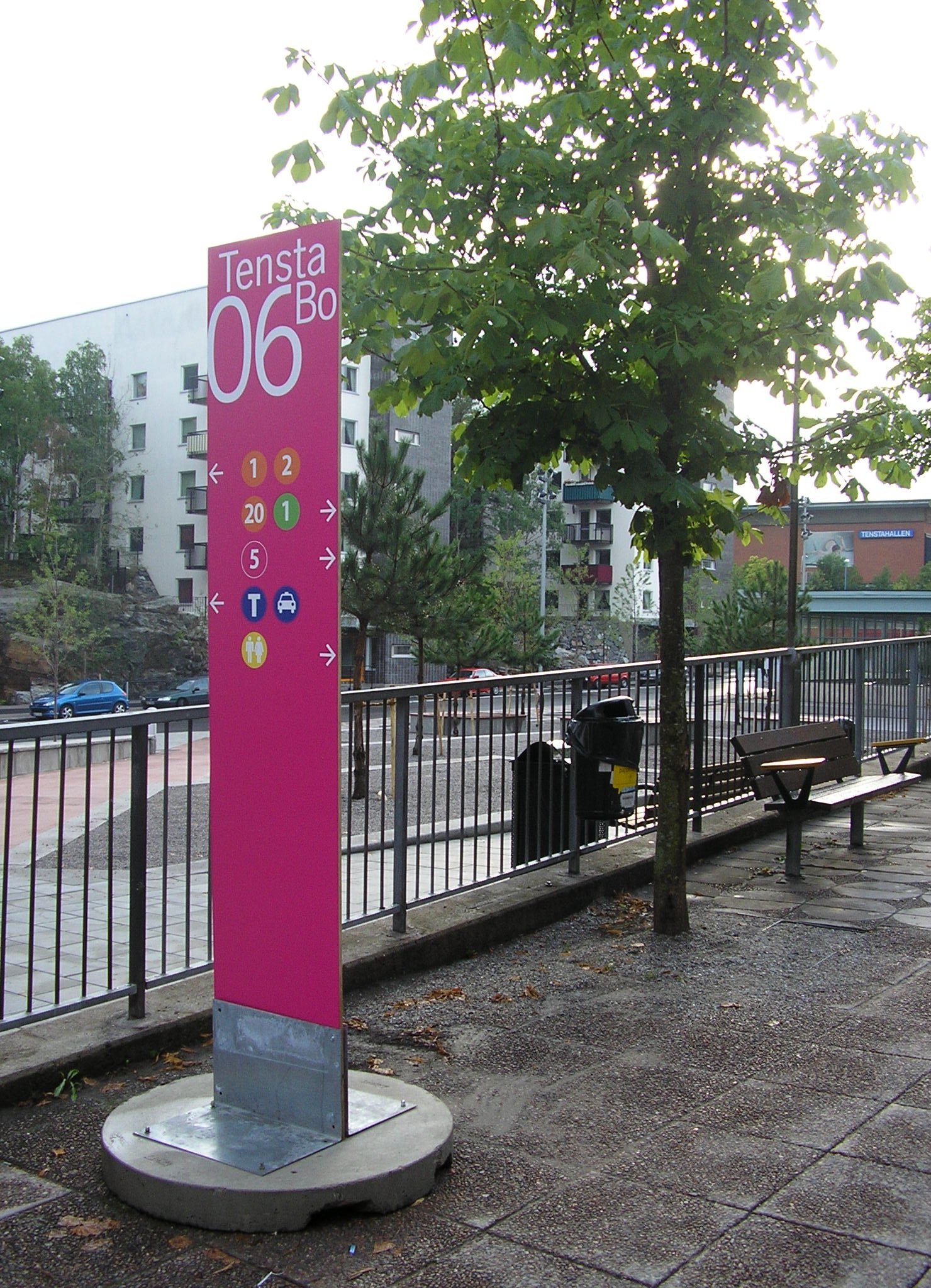
Vy från Tensta under utställningen.

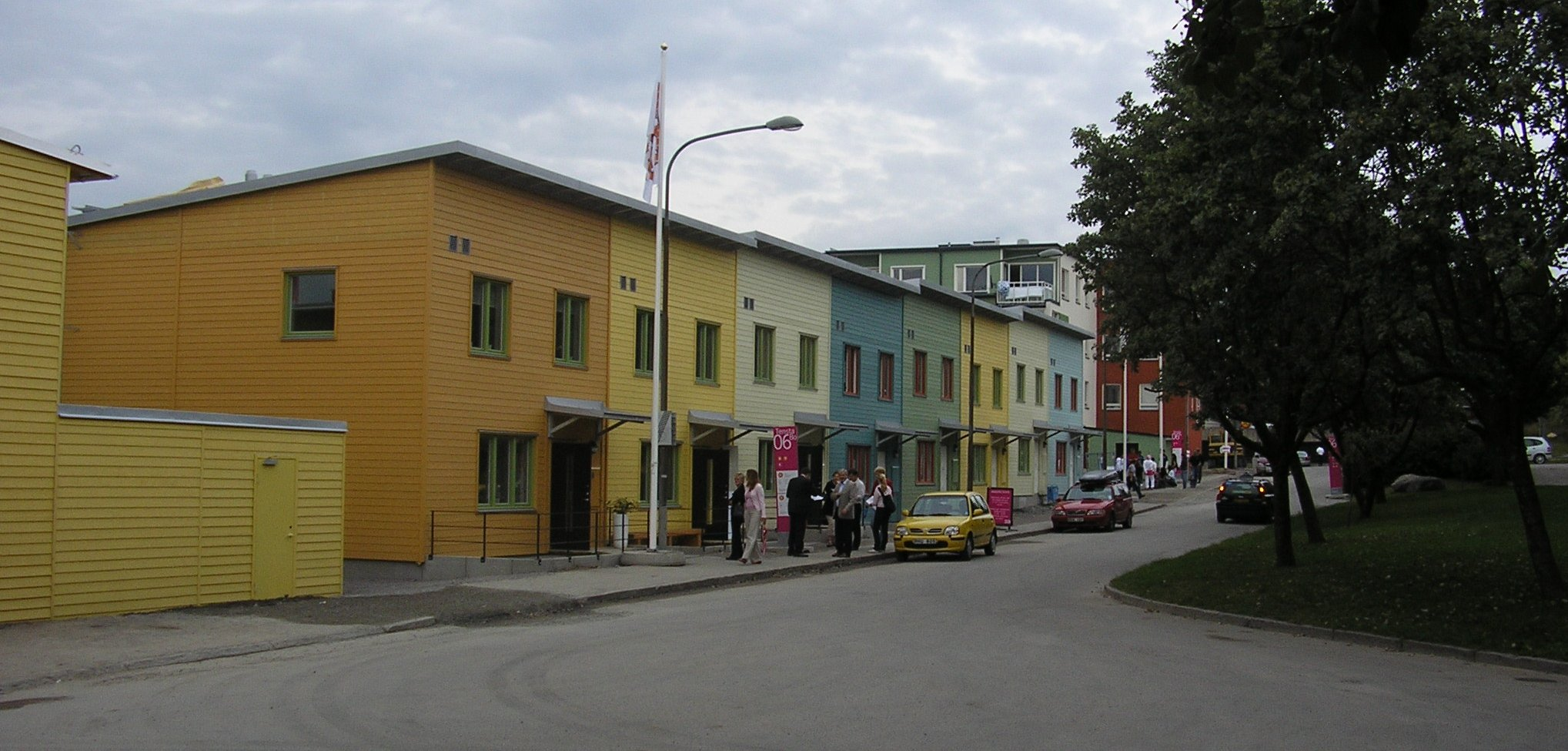
Radhus i trä.

TenstaBo 06 är en bomässa som ägde rum mellan den 17 och den 27 augusti 2006 i stockholmsförorten Tensta. Initiativtagare till bomässan var tenstaborna Björn Erdal, Rashid Lestaric, Erik Stenberg och Gregor Wroblewski.
Det visas ungefär 300 nya lägenheter som byggdes under de senaste månaderna. Lägenheterna ligger delvis i flerbostadshus men även i radhus byggda i trä.